# Roccarainola
Roccarainola – miejscowość i gmina we Włoszech, w regionie Kampania, w prowincji Neapol.
Według danych na rok 2004 gminę zamieszkiwało 7176 osób, 256,3 os./km².